# Từ điện trở chui hầm
Từ điện trở chui hầm hay Từ điện trở xuyên hầm, (tiếng Anh: Tunnelling magnetoresistance, thường viết tắt là TMR) là một hiệu ứng từ điện trở xảy ra trong các màng mỏng đa lớp có các lớp sắt từ được ngăn cách bởi các lớp điện môi. 

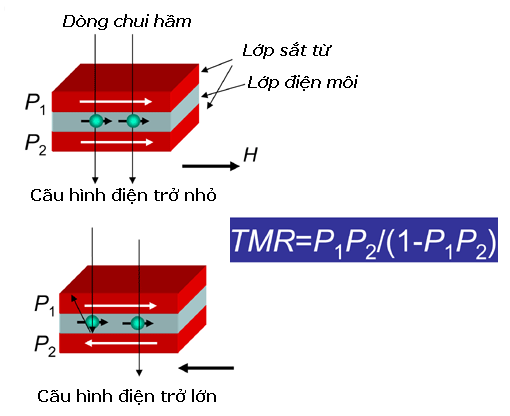
Cơ chế tạo hiệu ứng từ điện trở chui hầm trong các tiếp xúc từ chui hầm

## Mô tả hiệu ứng
Từ điện trở chui hầm hiểu đơn giản là sự thay đổi lớn của điện trở suất xảy ra ở các tiếp xúc từ chui hầm, là các màng mỏng với các lớp màng mỏng sắt từ được ngăn cách bởi lớp điện môi, đóng vai trò lớp rào ngăn cách chuyển động của điện tử. Khi chiều dày lớp điện môi đủ mỏng, hiệu ứng chui hầm lượng tử sẽ xảy ra, cho phép điện tử xuyên qua rào thế của lớp điện môi, tạo thành sự dẫn điện, và do sự tán xạ trên các lớp sắt từ, điện trở của màng sẽ bị thay đổi tùy theo sự định hướng của mômen từ của các lớp sắt từ.
Hiệu ứng từ điện trở chui hầm thực chất được phát hiện từ năm 1975 bởi nhóm nghiên cứu của Michel Julliere khi phát hiện ra hiệu ứng này xảy ra trong hệ màng đa lớp Fe/Ge/Co, xảy ra ở nhiệt độ thấp tới 4,2 Kelvin với lớp germanium (Ge) đóng vai trò là một lớp điện môi.
Hiệu ứng TMR ở nhiệt độ phòng được phát hiện lần đầu tiên vào năm 1995 bởi nhóm nghiên cứu của Jagadeesh Moodera trên các màng mỏng CoFe/Al2O3/Co  với Al2O3 đóng vai trò lớp cách điện, cho hiệu ứng MR tới 11,8% ở nhiệt độ phòng và nhóm nghiên cứu độc lập ở Nhật Bản lãnh đạo bởi Terunobu Miyazaki, tìm thấy hiệu ứng TMR đạt tới 18% ở nhiệt độ phòng và 30% ở 4,2 Kelvin trong màng đa lớp Fe/Al2O3/Fe.
Đối với các tiếp xúc từ chui hầm có 2 lớp sắt từ kẹp giữa bởi một lớp điện môi, tỉ số từ điện trở (trong trường hợp này sử dụng là TMR) phụ thuộc vào độ phân cực spin của 2 lớp ({\displaystyle P_{1},P_{2}}), và được cho bởi công thức:
{\displaystyle TMR={\frac {P_{1}.P_{2}}{1-P_{1}.P_{2}}}}

## Ứng dụng của từ điện trở chui hầm
Cùng với các thành tựu về hiệu ứng GMR, hiệu ứng TMR là trụ cột phát triển của công nghệ spintronic. Các tiếp xúc từ chui hầm đang được sử dụng trong các linh kiện thế hệ spintronic thứ nhất, điển hình là các bộ nhớ RAM từ điện trở (MRAM) không tự xóa, các transistor sử dụng tiếp xúc spin chui hầm và trong các cảm biến chất lượng cao...